# Dinastia VIII d'Egipte
La dinastia VIII de l'antic Egipte fou una de les dinasties del Primer Període Intermedi d'Egipte que van regnar a Memfis, i foren oposats a partir d'un determinat moment per nomarques proclamats faraons a Herakleòpolis i a Tebes. La lluita entre Herakleòpolis i Memfis devia afavorir Tebes que, finalment, es va imposar a les altres dues.
La classificació com a vuitena dinastia va sorgir de les indicacions derivades de Manethó. En la còpia de l'Africà (segle iii), es dona una dinastia VIII amb 27 faraons dels quals no s'esmenta el nom; la còpia d'Eusebi, al segle següent, només tenia 5 faraons. L'existència de les dinasties VII i VIII no apareix en cap altra font i es creu que foren continuadors de la dinastia VI i van sorgir per un error dels copistes, perquè en l'original de Manethó les parts destinades a aquestes dinasties serien línies de suma: la VII per la suma de tots els sobirans anteriors, i la VIII per la suma dels de la dinastia VI.
La llista de Saqqara, la llista d'Abidos i el papir de Torí no n'esmenten cap trencament i són del període de la dinastia XIX, mentre que la de Manethó és del segle III aC. La llista de Saqqara acaba amb Pepi II (que esmenta com el quart faraó de la dinastia VI per omissió d'un faraó), i retorna amb Mentuhotep II, faraó unificador de la dinastia XI de Tebes. La llista va ser escrita a Memfis, per lleials a les dinasties governants en el lloc i, per tant, una vegada iniciat el trencament dinàstic de la dinastia VI, no es va reconèixer legitimat cap més faraó fins que Mentuhotep II va quedar com a únic referent de sobirania; per això, tots els altres noms que es disputaren el poder al mateix temps a Memfis, Herakleòpolis i Tebes foren suprimits.
La llista d'Abidos dona una relació de 22 reis de Memfis entre els que formarien les dinasties vi, vii i viii sense cap trencament aparent; i continua després amb Menthotpe, el faraó de Tebes. La llista d'Abidos hauria estat escrita per funcionaris que consideraven legítima la dinastia de Memfis; així, els faraons que van regnar a Memfis hi foren inclosos, però no pas els que regnaven al mateix temps a Herakleòpolis i Tebes, fins que el sobirà de Tebes va esdevenir únic.
El papir de Torí dona més de 180 anys a la dinastia VI (181 o 187) i es pot llegir el nom de dotze reis de la dinastia. Llavors, segueixen 18 reis d'Herakleòpolis sense dividir-los en dues dinasties (la IX i la X), com fa Manethó. Després, continua amb els faraons de Tebes, començant pels antecessors de Menthopte II. El papir era un document fet a Tebes, creat per un escriba de Tebes sota un govern tebà i, per tant, considerava els memfites sense legitimitat des del moment en què el nomarca de Tebes es va proclamar sobirà (la llista només dona 12 reis memfites; per tant, fou llavors quan els de Tebes es van proclamar sobirans, ja que la llista d'Abidos en dona 22). La línia d'Herakleòpolis hi fou inclosa perquè la grandesa de la branca tebana es va basar en la victòria sobre el sobirà d'Herakleòpolis.
La llista d'Abidos dona 22 noms de faraons de les dinasties VII i VIII. Entre aquesta llista, el papir de Torí i alguna troballa arqueològica, se'n poden esmentar almenys 24 noms, i potser algun més llegit amb una mínima diferència, però també alguns podrien ser noms diferents d'un mateix faraó. La seva seqüència és incerta. De la majoria, es coneix poc més que el nom i, tradicionalment, s'assignen els dotze primers netament a la dinastia VII, i els altres a la VII o VIII, segons els autors:
- Neterkare
- Menkare
- Neferkare II
- Neferkare III Nebi
- Djedkare Shemu
- Neferkare IV Khendu
- Merenhor
- Menkamin I
- Sneferka II
- Nekare
- Neferka Tereru o Neferkare V
- Neferkahor
- Neferkare VI (Neferkare Pepisneb)
- Sneferkare Annu
- Neferkamin o Menkamin II
- ...iw-kaure (Ibi I) ?
- Nefererkare II o Neferirkare II
- Wadjkare
- Sekhemkare
- Iti
- Imhotep
- Isu
- Iytenu
- Qakare (Ibi I ?)